# 동고항 (완도군)
동고항은 전라남도 완도군 신지면 동고리에 있는 어항이다. 1972년 3월 7일 지방어항으로 지정하여 관리하고 있다. 시설관리자는 완도군수이다.

## 어항 시설
- 호안도로 500m

## 주요 어종
- 도미, 갈치, 삼치